# Giorgio Basta
Giorgio Basta, Basta György (Rocca, 1550. január 30. – Bécs, 1607. augusztus 26.) német-római császári hadvezér.

## Életútja
Basta albán származású volt, pontosabban egy Dél-Itáliában élő albán eredetű népcsoport, az arberesek népéből került ki. Ezek az albánok a török terjeszkedés miatt menekültek olasz területre, ahol szabadon gyakorolhatták keresztény vallásukat, míg a legtöbb albán muszlim hitre tért át.
Zsoldosként harcolt Németalföldön és Franciaországban. Részt vett a németalföldi szabadságharcban a holland felkelők ellen vívott harcban is.

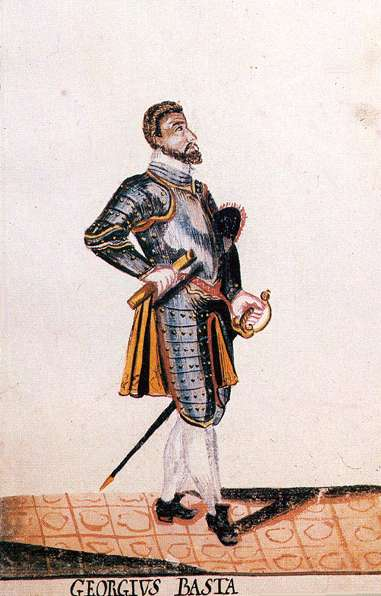
Georgius Basta

1590-ben belépett II. Rudolf császár hadseregébe, ahol csakhamar a tábornokságig vitte. 1598-ban a császár megbízottjaként Erdélybe ment a Báthory Zsigmond lemondását követő zavarok lecsillapítására. Miriszlónál szétverte a havasalföldi-kozák sereget és székely szövetségeseiket, mert az erdélyi rendek féltették önállóságukat Vitéz Mihály havasalföldi fejedelemtől, aki 1599-ben a fejedelemségre törekvő fiatal Báthory András bíborost legyőzte.

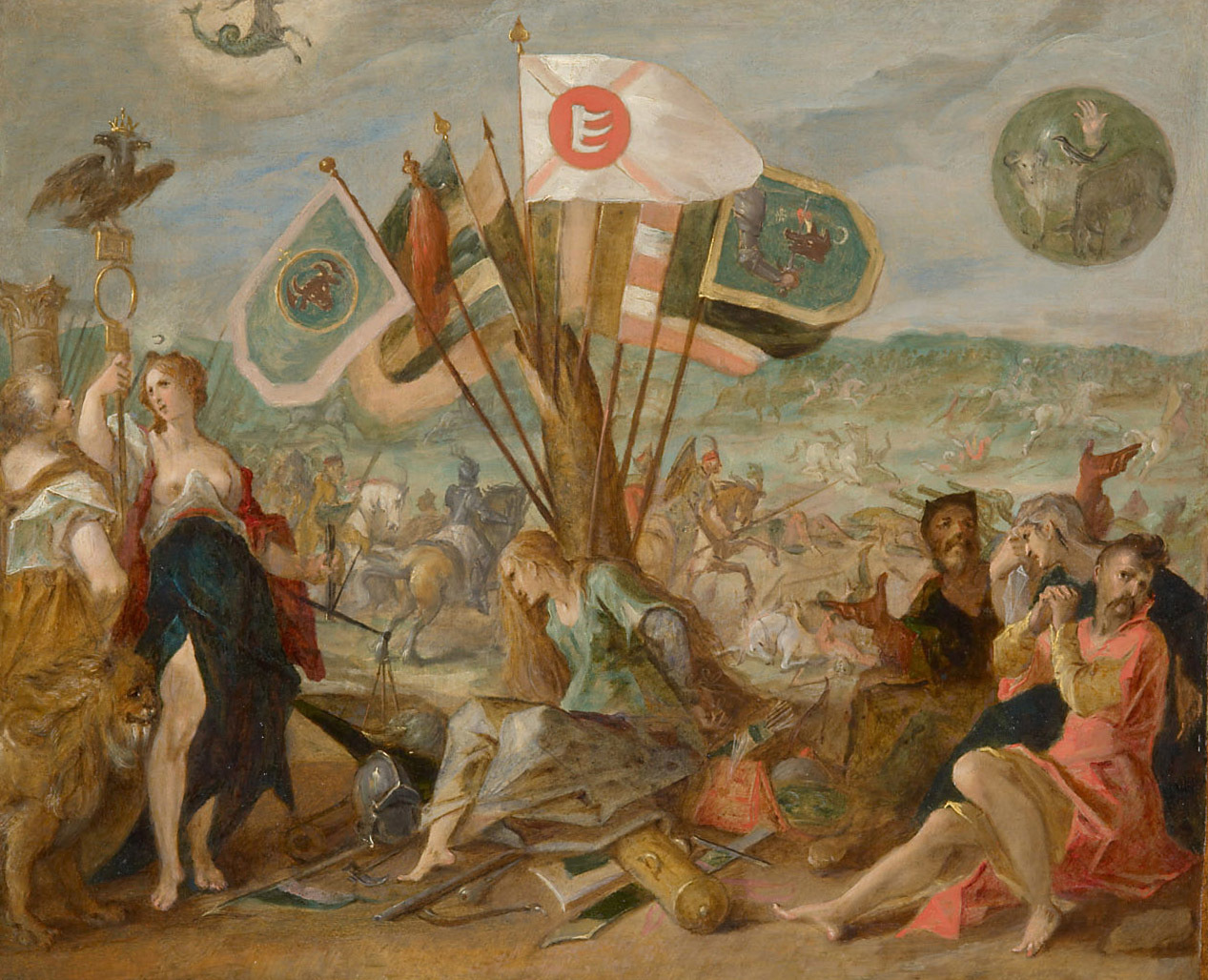
Goroszlói csata emléklapja, 1601

1601. augusztus 3-án Vitéz Mihály havasalföldi vajdával együtt Goroszlónál megverte Báthory Zsigmond seregét, s nem sokkal később, még ez év augusztus 19-én – valószínűleg azért, mert veszélyes ellenfelét látta benne – megölette Vitéz Mihály vajdát is, s a maga kezébe ragadta az hatalmat. Uralma alatt Erdély a legkegyetlenebb zsarnokságnak volt kitéve, aminek az áthelyezése vetett véget(1604. július). Ekkor Esztergomot védte meg sikeresen 10 000 katonával a 80 000 főt felvonultató töröktől. 1604 novemberében a király a Dunántúlról visszahívta és Bocskai ellen küldte, akit 1604. november 14-én Osgyánnál, majd november 24-én Edelénynél megvert. Bocskai csapatai és a tél Bártfára szoritották, a hajdúk elvágták az utánpótlását és 1605 áprilisában kénytelen volt Pozsony felé vonulni. Itt egyrészt a betegségét kellett kezelnie, másrészt a pénztelen és a békekötésre készülő udvar egyre inkább háttérbe szorította. 1606-ban, amikor megkötötték a törökkel a zsitvatoroki békét, Basta visszavonult a magánéletbe, és bár bárói rangot és magas tisztségeket kapott, az udvar nagy összegű zsolddal tartozott neki.
Basta felismerte Erdély fontosságát a monarchiára nézve, s azt német kolóniává akarta átalakítani. Erre vonatkozó tervét egy emlékiratában dolgozta ki. Basta Erdélyt „oly kegyetlenül dirigálá, vagy inkább rontá, pusztítá az országot, hogy ma még a nevét is irtózással, átkozódással említik az erdélyiek”.
Írt két hadtudományi munkát: „II maestro di campo generale” és „Governo della cavalliera”, melyek közül az első 1606-ban, a második 1612-ben jelent meg. Németre fordította Bryms 1614–1617-ben.
A császárhoz írott egyik emlékiratában állandó magyar hadsereg felállítását szorgalmazza, zsoldoshadseregek helyett.

## Szövegkiadások
- Basta György hadvezér levelezése és iratai. 1597–1607, 1-2.; sajtó alá rend. Veress Endre; Akadémia, Budapest, 1909–1913
- Basta György 1603-iki főjelentése és erdélyi kanczelláriájának formula-könyve. Pótlékul a "Basta György Levelezése és iratai" c. műhöz; kiad. Veress Endre; Athenaeum Ny., Budapest, 1914
- Giorgio Basta hadtudományi művei; szerk. Padányi József, ford. Nagy Levente, tan., jegyz. Négyesi Lajos; Ludovika Egyetemi Kiadó, Budapest, 2023 (Pro militum artibus)